# Віскер (металургія)

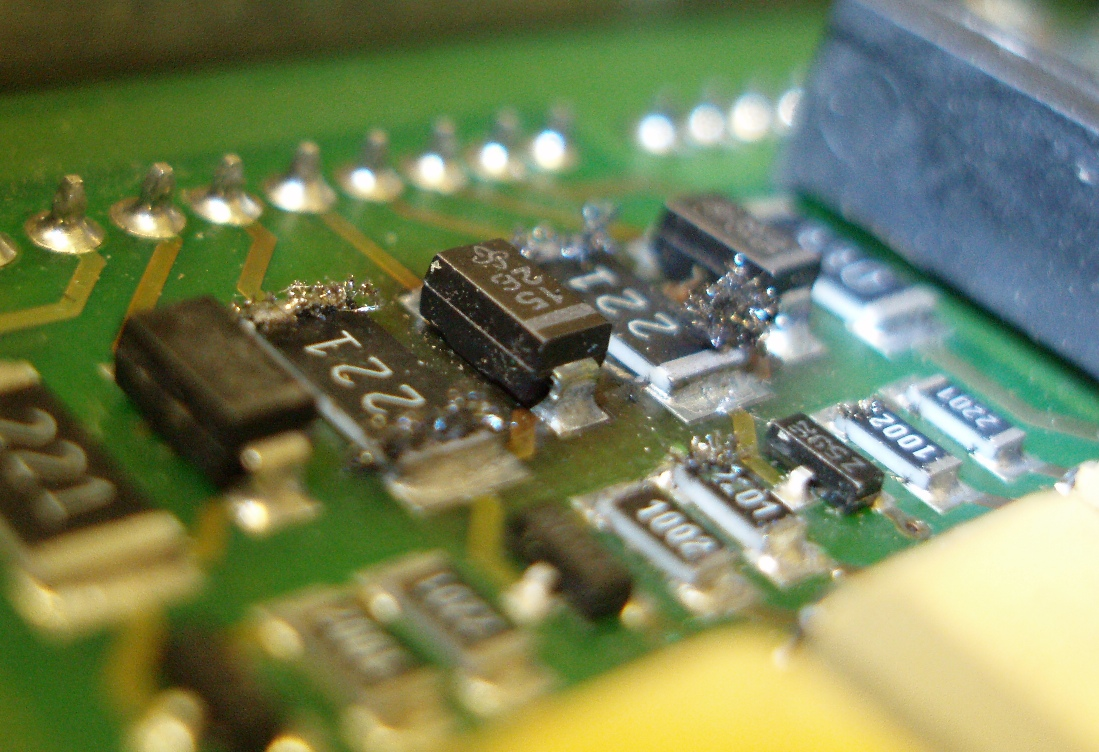
Розрозстання віскерів з олова на платі з олов'яного припою. Для зменшення утворення віскерів, чисте олово не використовується, а використовується у сплаві з вісмутом або сріблом. Свинець теж запобігає росту віскерів, але з кінця 2000-х років фактично повсюдно заборонений у використанні для пайки в зоні ЄС

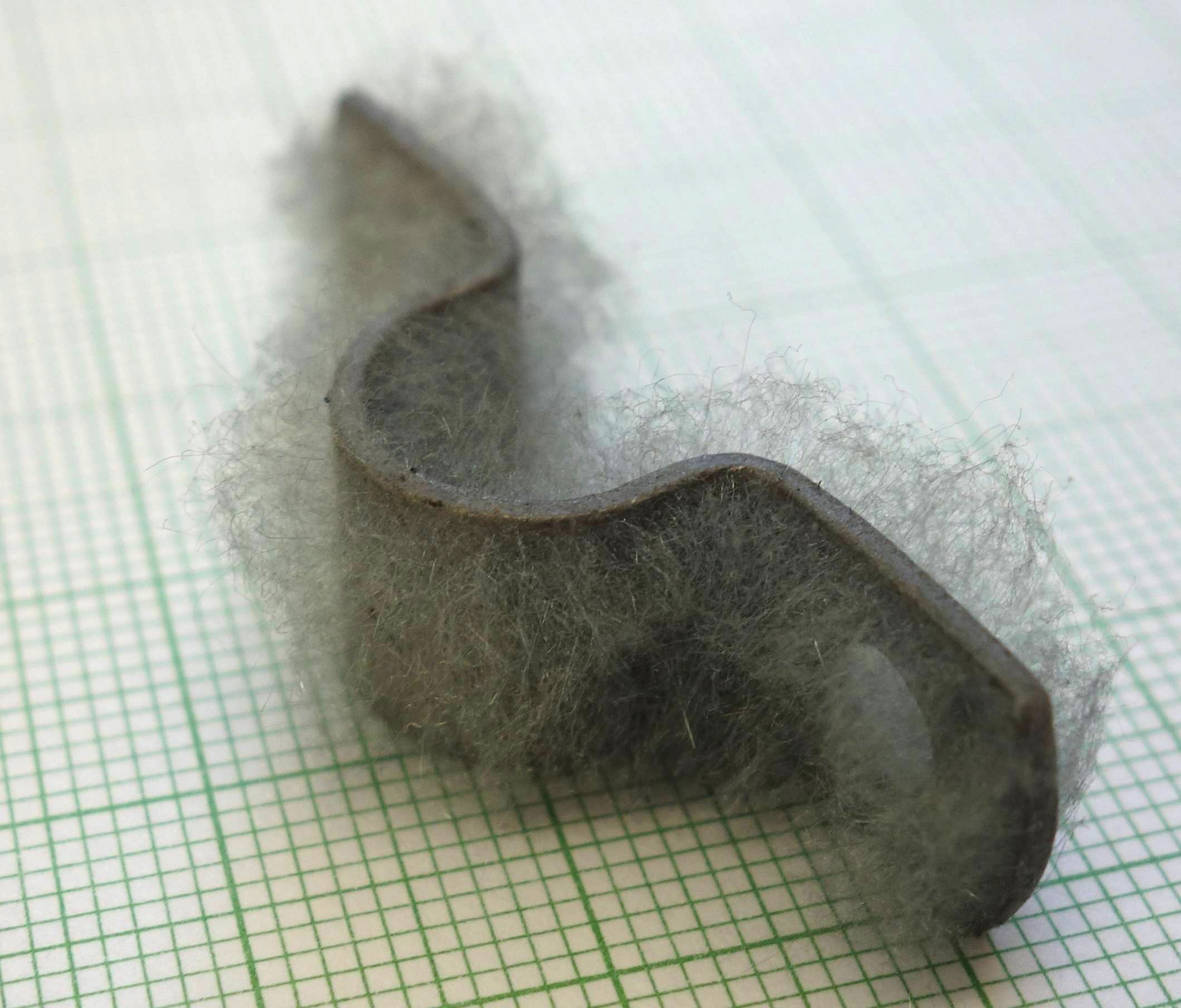
Розростання вус цинку із оцинкованої деталі при відсутності впливу зовнішніх факторів.

Ві́скери, наносува, металічні вуса — довгі нитчасті кристалічні структури, які формують щіткоподібну поверхню кристалічних речовин. Можуть бути причиною передчасного виходу з ладу електронних пристроїв, утворюючи небажані непередбачені міжконтактні з'єднання як на поверхні плат так і всередині електронних компонентів. Утворюються у наслідок перекристалізації структури металу або речовини. Ріст голкоподібних кристалів пояснюється особливостями кристалізації — ріст кристалів лише в одну сторону у вигляді голок — поведінка, яка може бути спровокована укладанням молекул як з домішками, так і з їх відсутністю у кожному конкретному випадку для кожної окремо речовини чи сплаву. Окрім росту у повітрі, віскери, нарівні з дендритами можуть рости у розчинах при електровидобутку та електрорафінуванні розчинів солей становлячи перепони технологічним процесам замикаючи електролітичні комірки, обтрушування та збивання таких віскерів та дендритів у розчині забезпечують вібрацією електродів комірок.

## Нановіскери
Типове отримання нанорозмірних віскерів на кремнієвій підкладинці виглядає наступним чином. На підкладку (Si) садиться крапля золота. Вся система підігрівається при високій пружності, з додаванням парів SiH4 чи SiCl4. Тоді під краплею починає вертикально рости дріт (віскер). Віскери в цьому конкретному випадку мають на кілька порядків вищу міцність ніж суцільний матеріал. Крапля золота створює велику кількість активних точок, на яких відбувається пришвидшена адсорбція парів кремнію. Можна виростити регулярну структуру віскерів відповідно розташувавши зародки. Травленням можна формувати структуру вістря.

## Використання
Віскери за своєю суттю є кремнієвими нанодротами в яких зручно спостерігати квантоворозмірні ефекти. Вони використовуються як вістря в атомно-силовій мікроскопії, оскільки такий дріт може мати радіус до 3 нм.

## Інциденти
- 17 квітня 2005 року атомна електростанція Millstone у штаті Коннектикут зупинилася через коротке замикання на платі, що контролює лінію тиску пари. Несправність пояснювали «олов’яними вусами», мікроскопічними наростами металу з точок пайки на друкованій платі.
- У 2006 році було відкликано значну кількість годинників Swatch, вироблених однойменною швейцарською компанією, вартість яких склала 1 мільярд доларів (500 мільйонів фунтів стерлінгів). Відкликання було пов'язане з віскерами, які викликали проблеми з годинниками.
- Американськими військовими були приписані несправності в радіолокаційних системах F-15 та браках у ракетах «Фенікс» і «Патріот» через утворення віскерів.
- У 1986 році Управління з контролю за якістю харчових продуктів і медикаментів США відкликало кардіостимулятори через утвоерння віскерів що викликали проблеми у їх робті.
- Віскери відомі з 1940-х років і також спостерігалися у сплавах з кадмієм і цинком. Під час Другої світової війни подібні вуса викликали коротке замикання в кадмієвих настроювальних конденсаторах в авіаційних радіостанціях.
- Через десять років після встановлення було виявлено, що олов’яні реле в телефонних комутаційних центрах AT&T починати непередбачувано замикати, причина була у розростанні віскерів.